# Amboinai mézevő
Az amboinai mézevő (Myzomela blasii) a madarak osztályának verébalakúak (Passeriformes) rendjébe és a mézevőfélék (Meliphagidae) családjába tartozó faj.
A magyar név forrással nincs megerősítve.

## Előfordulása
Indonézia területén honos. A természetes élőhelye szubtrópusi vagy trópusi nedves síkvidéki erdők és szubtrópusi vagy trópusi nedves hegyvidékek.

## Külső hivatkozások
- Képek az interneten a fajról
- Internet Bird Collection